# Magnum 44 spécial
Pour plus de détails, voir Fiche technique et Distribution.
Magnum 44 spécial (La legge violenta della squadra anticrimine) est un film italien réalisé par Stelvio Massi, sorti en 1976.

## Synopsis
À Bari,  le commissaire Jacovella  cherche à arrêter l'industriel Ragusa en cheville avec la Sacra corona unita...

## Fiche technique
Sauf indication contraire, les informations mentionnées dans cette section peuvent être confirmées par la base de données cinématographiques IMDb,  présente dans la section « Liens externes ».
- Titre français : Magnum 44 spécial ou Quarante-Quatre spécial[2]
- Titre original : La legge violenta della squadra anticrimine[3] (litt. « La légitime violence de la brigade criminelle »)
- Réalisateur : Stelvio Massi
- Scénaristes : Lucio De Caro,  Piero Poggio,  Maurizio Mengoni et Dardano Sacchetti d'après un sujet de Lucio De Caro
- Musique : Piero Pintucci (it)
- Directeur de la photographie : Mario Vulpiani
- Montage : Mauro Bonanni (it)
- Production et distribution  : P.A.C.-Produzioni Atlas Consorziate
- Pays de production :  Italie
- Langue de tournage : italien
- Format : Couleur - 1,85:1 - Son mono - 35 mm
- Genre : Poliziottesco
- Durée : 92 minutes
- Date de sortie en salles : 
  - Italie : 14 avril 1976
  - France : 23 septembre 1977[2]
- Recettes : 654 940 millions de ₤

## Distribution
- John Saxon : Commissaire Jacovella
- Lee J. Cobb : Dante Ragusa
- Renzo Palmer : Maselli
- Lino Capolicchio : Antonio Blasi
- Rosanna Fratello : Nadia
- Alfredo Zammi : Nino Ragusa
- Thomas Hunter : Agent Turrini
- Pasquale Basile : Nicola
- Antonella Lualdi : Anna Jacovella
- Giacomo Piperno (it) : Giordani
- Sergio Mioni : Mario (non crédité)
- Guido Celano  : le père d'Antonio Blasi

## Production
Le film est principalement tourné à Bari et à Trani dans les Pouilles, les prises de vue rendent compte des deux villes sous différents angles. Pour les intérieurs, en plus des studios Incir De Paolis à Rome, les locaux du journal La Gazzetta del Mezzogiorno ont été utilisés dans l'hiver 1975.
C'est la dernière apparition au cinéma de l'acteur Lee J. Cobb qui décéda deux mois avant la sortie du film.